# Otto Liman von Sanders
Otto Liman von Sanders (17. února 1855 – 22. srpna 1929) byl německý generál, velitel německé vojenské mise v Osmanské říši za první světové války.  

## Život
Narodil se roku 1855 jako syn německého židovského obchodníka. Roku 1913 byl povýšen do šlechtického stavu a jméno Sanders převzal od své manželky amerického původu Amélie. Roku 1913 byl pověřen vedením německé mise v Osmanské říši. I když byl schopný a zreformoval Osmanskou armádu, byl několika generály v čele s generálplukovníkem von Seeckt kritizován pro svůj původ. Po vypuknutí první světové války velel osmansko-německé armádě v Palestině. Roku 1915 získal nejvyšší německé vyznamenání Pour le Mérite. Byl to výborný generál, vynikal v defenzivních operacích, ale síly jimiž disponoval téměř vylučovaly jeho výhru. Prohrál bitvu u Megida, kde čelil výrazné nepřátelské přesile. Navíc jeho zásobovací kolony byly napadány Araby. Po válce se stáhl do ústraní, kde napsal knihu Pět let v Turecku. Zemřel roku 1929.

## Vyznamenání
- Pour le Mérite, dubové ratolesti
- Železný půlměsíc (Osmanská říše)

údaje použity z: německá Wikipedie-Otto Liman von Sanders